# ريوهيإي شيراساكي
ريوهيإي شيراساكي (باليابانية: 白崎 凌兵) (18 مايو 1993 في طوكيو في اليابان – )؛ هو لاعب كرة قدم ياباني سابق كان يلعب كمهاجم.

## وصلات خارجية
- ريوهيإي شيراساكي على موقع رابطة كرة القدم اليابانية للمحترفين (اليابانية)
- ريوهيإي شيراساكي على موقع قاعدة بيانات كرة القدم.إي يو (الإنجليزية)
- ريوهيإي شيراساكي على موقع Soccerway.com (الإنجليزية)
- ريوهيإي شيراساكي على موقع عالم كرة القدم.نت (الإنجليزية)